# Widekind von Wolfenbüttel
Widekind von Wolfenbüttel (fallecido en 1118)  fue el constructor del Castillo de Wolfenbüttel y fundador de la familia von Wolfenbüttel. 
La fortaleza se construyó en un vado del río Oker. El asentamiento estaba situado en la zona pantanosa del río, en la ruta comercial del Rin al Elba, que los mercaderes usaban en sus viajes, así como los monjes entre los obispados de Halberstadt y Hildesheim. La fortaleza protegía a los viajeros en sus viajes y de ella surgió la actual ciudad de Wolfenbüttel.